# Chácara do Carvalho
La Chácara do Carvalho es un antiguo predio que estaba situado en territorios que actualmente pertenecen al barrio de Barra Funda, en la ciudad de São Paulo, Brasil.
En un inicio, ese terreno servía como granja y sus propietarios era la familia de Francisco de Assis Carvalho. En 1840 fue adquirida por el Barón de Iguape, Antônio da Silva Prado (1778-1875) y su nieto, el concejal Antônio da Silva Prado (1840-1929) la heredó. Ahí vivió con su esposa Catarina da Silva Prado y sus ocho hijos entre 1893 a 1929. 
En 1890, Antônio da Silva Prado contrató al florentino Luigi Pucci para construir su mansión en ese terreno. Dicho edificio se convirtió en su residencia y la de su familia. Tal era el prestigio de esta familia y mansión que, en octubre de 1920, llegó a hospedar a los reyes de Bélgica que visitaban São Paulo, para lo cual fue remodelada bajo la supervisión del arquitecto Cristiano Stockler das Neves. Cuando el concejal falleció en 1929, su cortejo fúnebre salió de la propiedad y se dirigió a pie hasta el Cementerio de la Consolación. La Chácara pasó a su hija Hermínia quien vivió allí con su familia hasta 1931.
En 1934, los herederos comenzaron a subdividir la zona, y se abrieron dos nuevas calles: la Rua Chácara do Carvalho y la Rua São Martinho, y se prolongó la Alameda Barão de Limeira desde la Alameda Eduardo Prado hasta la Rua Lopes de Oliveira. Al final quedó sólo la Chácara que, en gran parte, dio origen a la Praça Marechal Deodoro, a la Rua Brigadeiro Galvão y a la Rua Vitorino Carmilo en el distrito de Barra Funda.
El lugar alberga actualmente al Colegio Boni Consilii.